# 슈타이어란트군

슈타이어란트군의 위치

슈타이어란트군(독일어: Bezirk Steyr-Land)은 오스트리아 오버외스터라이히주에 위치한 군으로 행정 중심지는 슈타이어이며 면적은 971.7km2, 인구는 57,611명(2001년 기준), 인구 밀도는 59명/km2이다. 동쪽으로는 슈타이어, 니더외스터라이히주 암슈테텐, 바이트호펜안데어입스, 남쪽으로는 슈타이어마르크주 리첸군, 서쪽으로는 키르히도르프안데어크렘스군, 북쪽으로는 린츠란트군과 접한다.

## 하위 행정 구역
1개 도시, 6개 시장도시, 13개 일반 시를 관할한다.
- 도시
  - 발트할(Bad Hall)
- 시장도시
  - 가플렌츠(Gaflenz)
  - 가르스텐(Garsten)
  - 지르닝(Sierning)
  - 테른베르크(Ternberg)
  - 바이어(Weyer)
  - 볼페른(Wolfern)
- 일반 시
  - 아들방(Adlwang)
  - 아샤흐안데어슈타이어(Aschach an der Steyr)
  - 디타흐(Dietach)
  - 그로스라밍(Großraming)
  - 라우사(Laussa)
  - 로젠슈타인(Losenstein)
  - 마리아노이슈티프트(Maria Neustift)
  - 파르키르헨바이바트할(Pfarrkirchen bei Bad Hall)
  - 라이히라밍(Reichraming)
  - 로어임크렘스탈(Rohr im Kremstal)
  - 장크트울리히바이슈타이어(St. Ulrich bei Steyr)
  - 시들베르크(Schiedlberg)
  - 발트노이키르헨(Waldneukirchen)